# Can Dalmau (Gualba)
Can Dalmau és una obra de Gualba (Vallès Oriental) inclosa a l'Inventari del Patrimoni Arquitectònic de Catalunya.

## Descripció
És un edifici aïllat, amb un jardí. La part de davant té un cos afegit a la casa, de planta i pis, la resta de l'edifici és de planta baixa i dos pisos. La façana de davant és de composició simètrica acabada en una barana de pedra on hi ha la data de construcció. El pis té una gran balconada amb elements decoratius de ferro. En general els elements formals són representatius del llenguatge de l'arquitectura eclèctica.

## Història
Aquest edifici fou construït l'any 1906, segurament ja amb intenció que fos un habitatge de temporada. Està situada en el passeig de la vila, on quasi totes les cases que hi ha estan destinades a ser habitatges de temporada.